# Kanton Brest-Cavale-Blanche-Bohars-Guilers
Kanton Brest-Cavale-Blanche-Bohars-Guilers (fr. Canton de Brest-Cavale-Blanche-Bohars-Guilers) je francouzský kanton v departementu Finistère v regionu Bretaň. Skládá se ze tří obcí, z čehož je část města Brest.

## Obce kantonu
- Bohars
- Brest (část)
- Guilers